# Loods 6

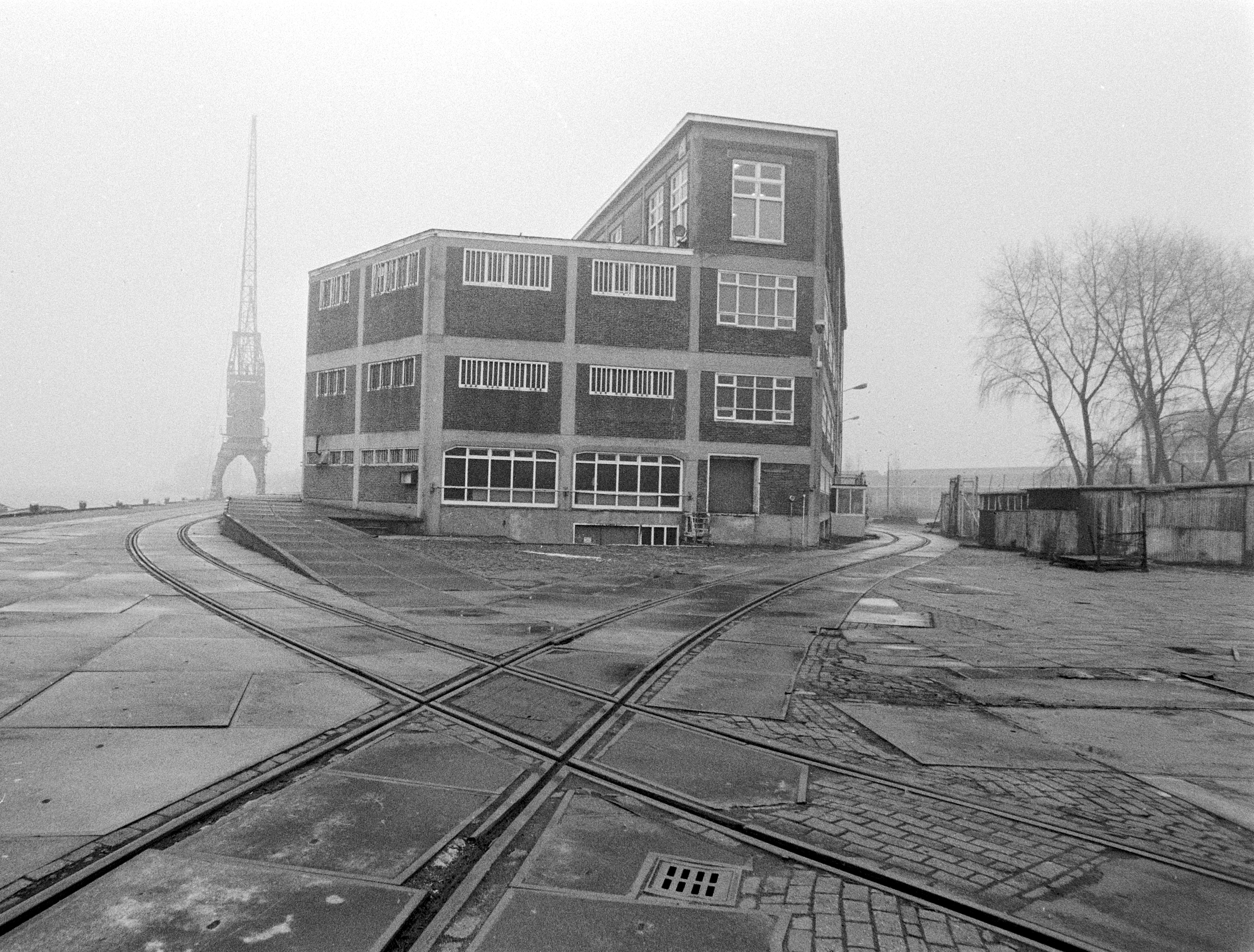
Loods 6 in 1981.

Loods 6 is een voormalig pand van de Koninklijke Nederlandse Stoomboot-Maatschappij (KNSM) op het KNSM-eiland in Amsterdam-Oost. Tegenwoordig is het een bedrijfsverzamelgebouw voor de creatieve sector met enkele commerciële ruimten.
De Kompaszaal in het gebouw staat op de Amsterdamse 'Top-100 lijst van jonge monumenten'. Naar aanleiding van een aanvraag van Heemschut werd het gebouw gemeentelijk monument.

## Geschiedenis

### Gebruik als havenloods
Het KNSM-eiland en het aansluitende Java-eiland werden eind negentiende eeuw aangelegd, in eerste instantie als golfbreker voor de schepen die aan de Oostelijke Handelskade lagen afgemeerd, later als extra havenkade. Aanvankelijk stonden beide schiereiland bekend als IJ-eiland. In 1903 vestigde de Koninklijke Nederlandsche Stoomboot Maatschappij (KNSM) zich hier. De KNSM was van 1856 tot 1981 een van de grotere rederijen van Amsterdam en voer met middelgrote vrachtschepen die ook over passagiersaccommodatie beschikten. De eerste bouwactiviteiten op het oostelijke IJ-eiland vonden plaats aan de zuidkade, de Levantkade, waar dienstwoningen, administratiegebouwen en enkele langgerekte havenloodsen verrezen. Die laatste waren van west naar oost genummerd 1 t/m 3. Later werd ook de noordkade, de Surinamekade, in gebruik genomen. Hier werden omstreeks 1910 de loodsen 4, 5 en 6 gebouwd, die van oost naar west genummerd werden. Op een ongedateerde prent, waarvan Ton Heijdra vermoedt dat die omstreeks 1910 is gemaakt, is te zien dat de huidige loods 6 een voorganger heeft gehad. De eerste versie van loods 6 was een eenvoudig bouwwerk, dat zich in weinig onderscheidde van de loodsen 1 t/m 5. Aan de westzijde bevond zich een eenvoudige aanbouw, die deels uit één, deels uit drie bouwlagen was opgebouwd.
De loods werd omstreeks 1920 gesloopt en vervangen door een drie verdiepingen tellend bouwwerk naar ontwerp van de 'huisarchitecten' van de KNSM, de gebroeders J.G. en A.D. van Gendt. De lagere verdiepingen waren sober ingericht en primair bedoeld voor de opslag van goederen. De tweede verdieping was iets meer afgewerkt. Hier bevonden zich, volgens een bouwtekening in het archief van het architectenbureau, kantoren en faciliteiten voor reizigers/emigranten, met slaapzalen voor mannen, vrouwen en gezinnen, eetzalen, conversatiezalen en een ziekenzaal. Voor Joden waren er aparte zalen.

### Gebruik als passagiersterminal
In 1956 vierde de KNSM haar honderdjarig bestaan, wat gepaard ging met uitbundige feestelijkheden, het uitwisselen van geschenken tussen directie en personeel, en een nieuwe bouwcampagne. De ombouw van een deel van loods 6 naar 1e-klas passagiersterminal (vertrek- en aankomsthal met bagageloods) was daar onderdeel van. Het ontwerp was van scheepsarchitect Johan van Tienhoven. Het balkon bood – en biedt nog steeds – een panoramisch uitzicht over het IJ. Familie en vrienden konden vanaf de Surinamekade de reizigers via een hoge loopbrug aan boord zien gaan.
In de fusiegolf van de jaren 1970 en 1980 ging de KNSM op in Nedlloyd (later Mærsk). Loods 6 en andere panden werden in 1979 verkocht aan het Gemeentelijk Grondbedrijf, dat aanvankelijk het plan had om de bestaande bebouwing te slopen en er huizen te bouwen. Later werden die ideeën bijgesteld en kwam de stedenbouwkundige Jo Coenen met een masterplan, waarbij de historische bebouwing voor een belangrijk deel gespaard werd.

### Nieuwe bestemming
In 1980, een jaar na het vertrek van KNSM, werd Loods 6 tijdelijk verhuurd als antikraak aan een veertigtal kunstenaars. Dezen ontplooiden het initiatief voor behoud van het gebouw. Op 15 september 1987 werd stichting Kunstwerk Loods 6 door de huurders opgericht. In hetzelfde jaar opende in de gekraakte vertrek- en aankomsthal het (niet meer bestaande) Open Haven Museum, een initiatief van Alice Roegholt (later oprichter en directeur van Museum Het Schip). Begin 1993 vestigde zich in Loods 6 een (tijdelijke) Albert Heijn supermarkt. Van 1994 tot 1997 vond een grootscheepse verbouwing plaats door Villanova Architecten. Het gebouwencomplex fungeert sinds de oplevering in 1997 als bedrijfsverzamelgebouw voor de creatieve sector. Er zijn circa 124 huurders, variërend van winkels, horeca, een galerie en een fitnessruimte tot kunstenaarsateliers en werkplaatsen. Het aan de oostzijde van Loods 6 gelegen voormalige douanegebouw, oorspronkelijk door middel van loopbruggen met Loods 6 verbonden, werd in 1992 eveneens door Villanova verbouwd tot woonwerkgebouw. Aan de waterkant is een oorspronkelijke havenkraan bewaard gebleven.
Vanaf 1998 ontstond er een slepend conflict tussen de gebruikers van Loods 6 en woningcorporatie Lieven de Key, onder andere over de eigendomsrechten van het pand, de erfpacht en het beheer. In 2012 wilde De Key het pand verkopen, maar stichting Kunstwerk Loods 6 wist dat te verhinderen. In 2021 werden de huurders door de woningcorporatie gedagvaard, maar een jaar later trok De Key zich terug, nadat de partijen tot een minnelijke schikking waren gekomen. Sinds 2018 probeert de in Leeuwarden gevestigde onderneming MV MiniVilla steun te vinden voor een opvallend plan om woningen (tiny houses) te realiseren in een hoge, stalen constructie boven Loods 6. Volgens het vigerende bestemmingsplan is het project niet mogelijk. De gebruikers van Loods 6 en de gemeente hebben geen belangstelling.

## Architectuur, kunst, erfgoed

### Exterieur

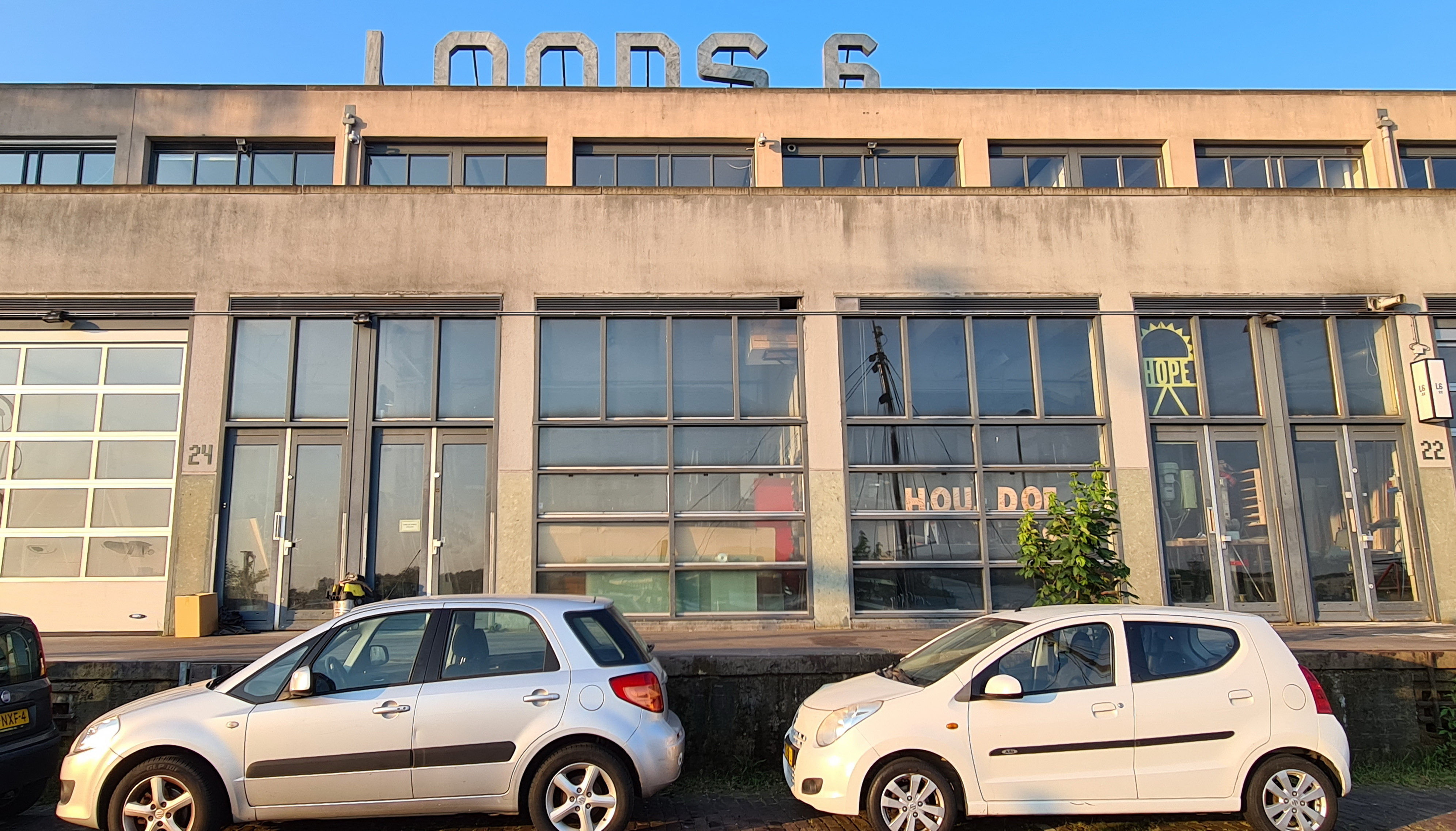
Detail noordgevel

Loods 6 is een gebouw met een lengte van 180 meter en een breedte van 40 meter. Het gebouw bestaat uit drie bouwlagen plus een souterrain. Aan de noordkant ontbreekt de bovenste bouwlaag door de aanwezigheid van een breed terras over bijna de hele lengte van de loods. Bij de afgeschuinde zuidwestgevel zijn vier verdiepingen te onderscheiden, omdat het souterrain hier niet, zoals elders, schuil gaat achter hoge stoepen of glaspuien. Het gebouw kent meerdere ingangen:
- aan de zuidzijde: KNSM-laan 11-311, oneven nummers (voorheen Surinamekade 5); de Kompaszaal en winkels hebben elk hun eigen ingang
- aan de oostzijde: Messinastraat 1 & 3
- aan de noordzijde: Surinamekade 6-33, aaneengesloten nummers.

Door Villanova Architecten is bij de verbouwing van 1994-1997 ervoor gekozen om van een gesloten loods een transparant en toegankelijk gebouw te maken. De noord- en zuidgevels worden gekenmerkt door zes meter hoge winkelpuien van staal en glas met doorzichten op de achterliggende ruimten. Loods 6 grenst aan het Azartplein, een vrij druk verkeersplein dat als schakelpunt fungeert tussen KNSM- en Java-eiland. Om deze bijzondere ligging te benadrukken is op de westelijke kop van het gebouw een serre-achtige opbouw met een luifel toegevoegd. De betonnen gevelelementen gaan sinds de restauratie schuil achter een laag isolatiemateriaal en grijs geschilderd pleister. Het pand is een gemeentelijk monument

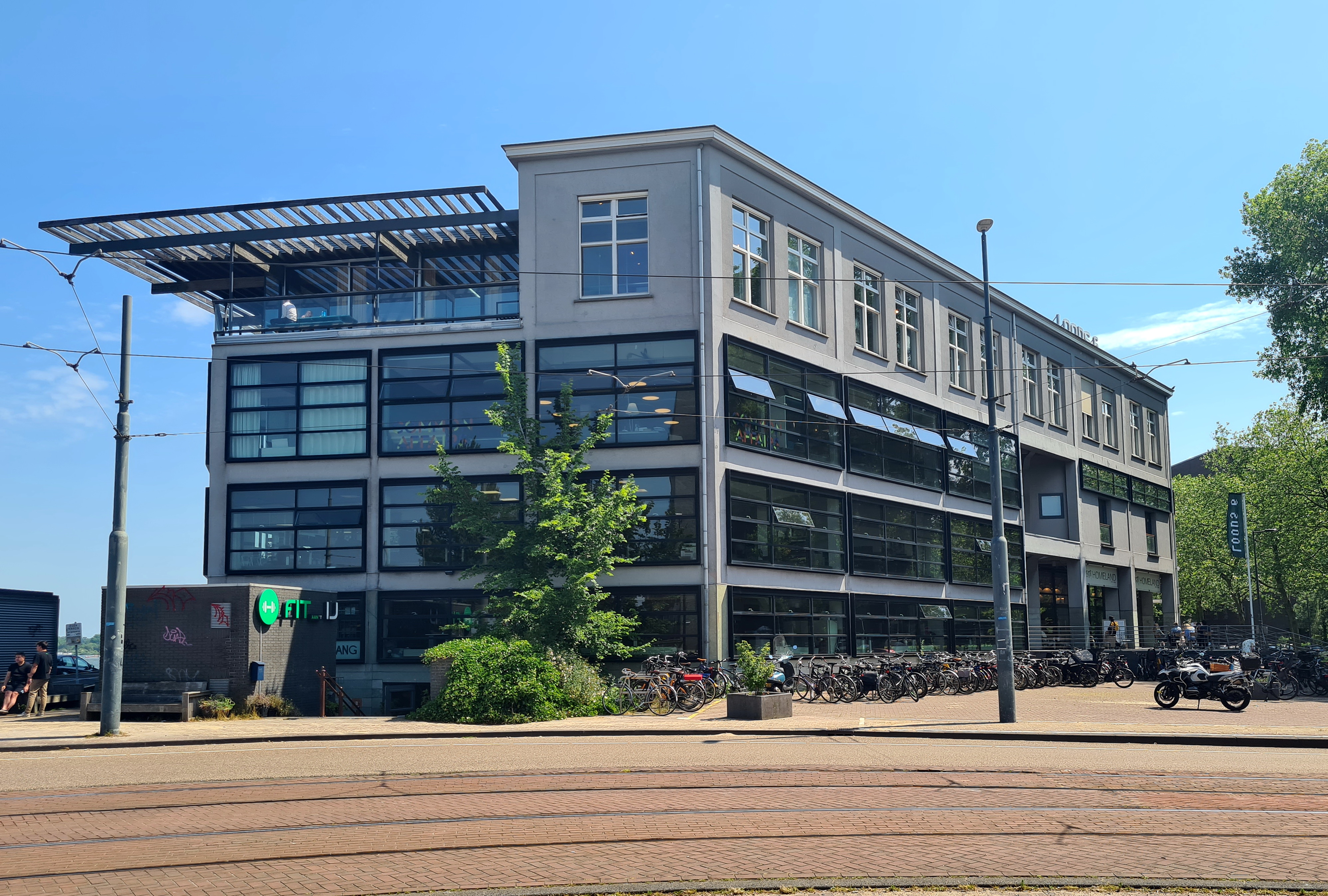
Westelijke kopgevel met luifel
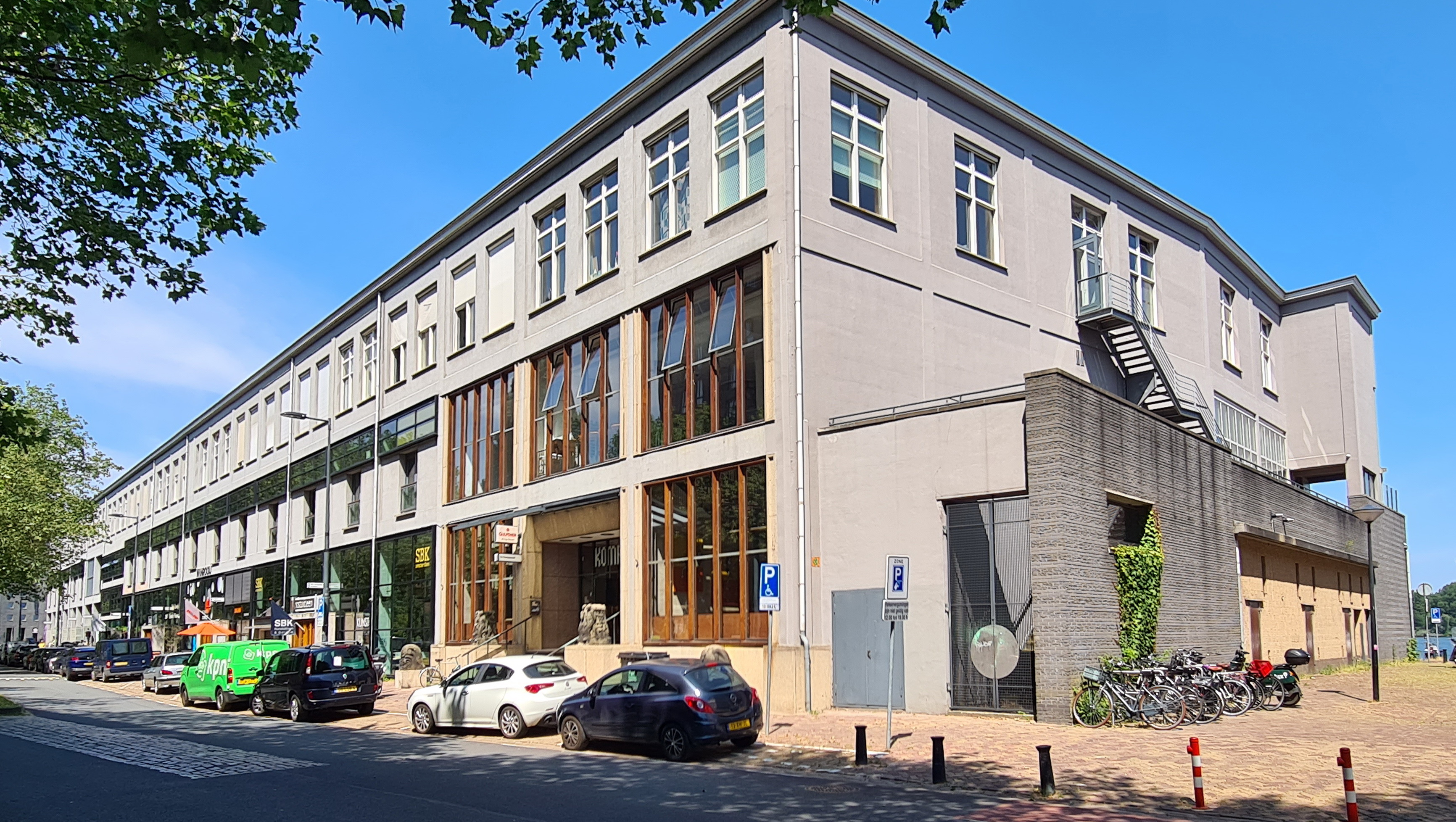
Zuid- en oostgevel
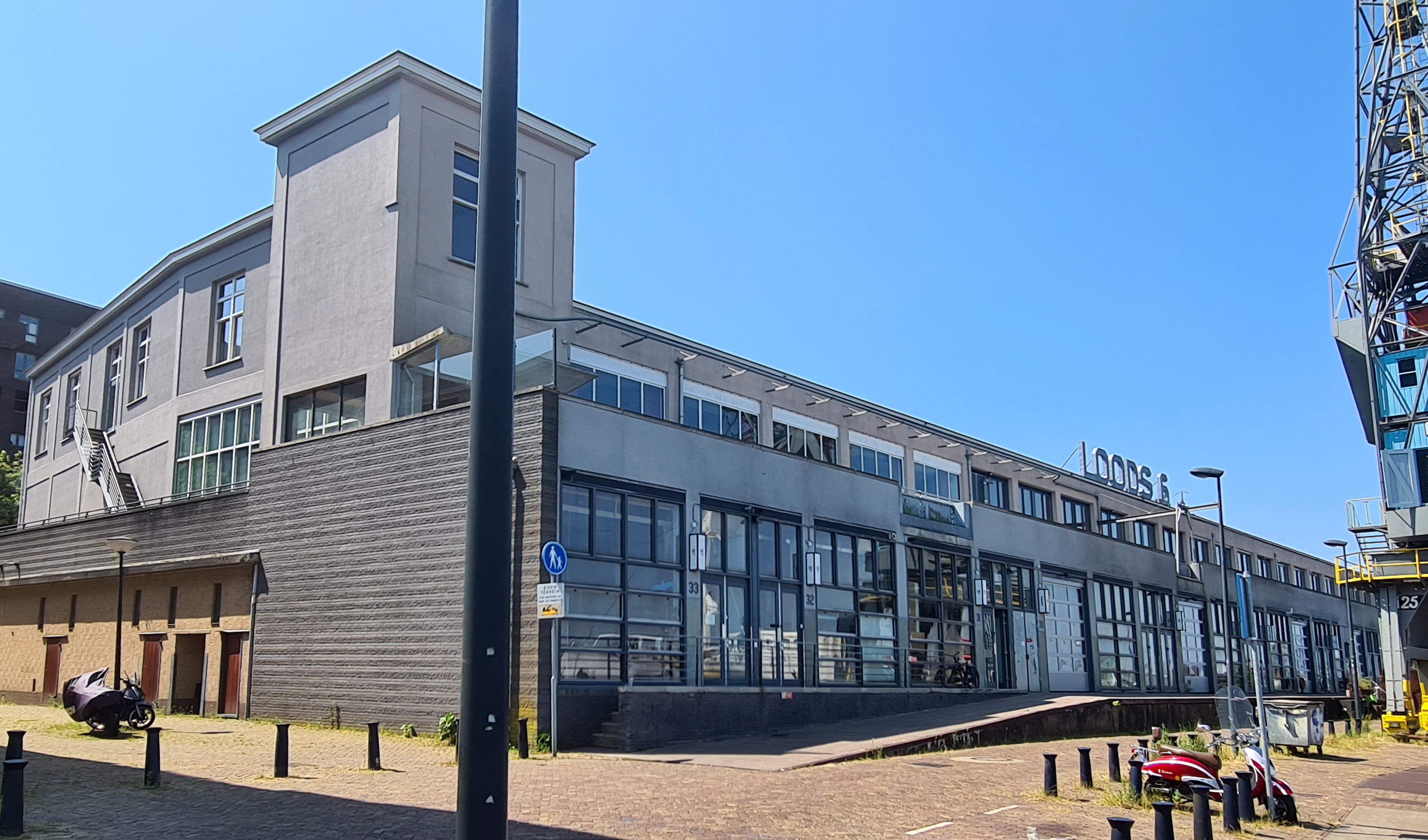
Oost- en noordgevel
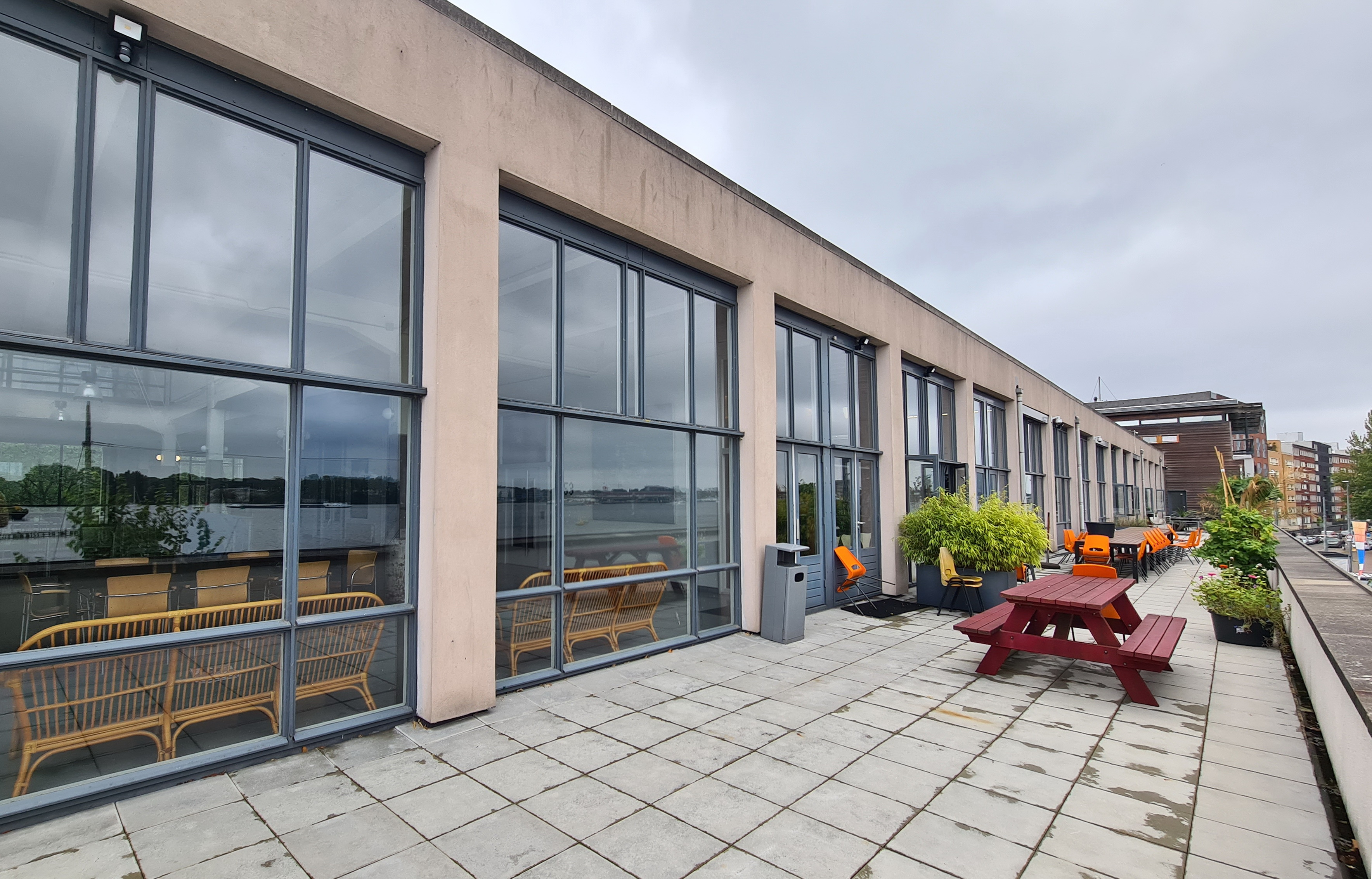
Terras aan de noordzijde

### Interieur
Het gebouw heeft een vloeroppervlakte van 24.000 m², verdeeld over vier verdiepingen (inclusief souterrain). In het interieur zijn de oorspronkelijke functies nog herkenbaar, onder meer doordat het raster van betonnen kolommen, balken en vloerplaten zichtbaar is gelaten. Industriële karakteristieken, zoals de belettering op de kolommen, bleven bij de restauratie behouden. Op de tweede verdieping herinneren terrazzovloeren en betegelde lambriseringen aan de kantoor- en logiesfunctie van dit gedeelte. Een imposante ruimte is de circa 100 meter lange bagagehal in het souterrain.

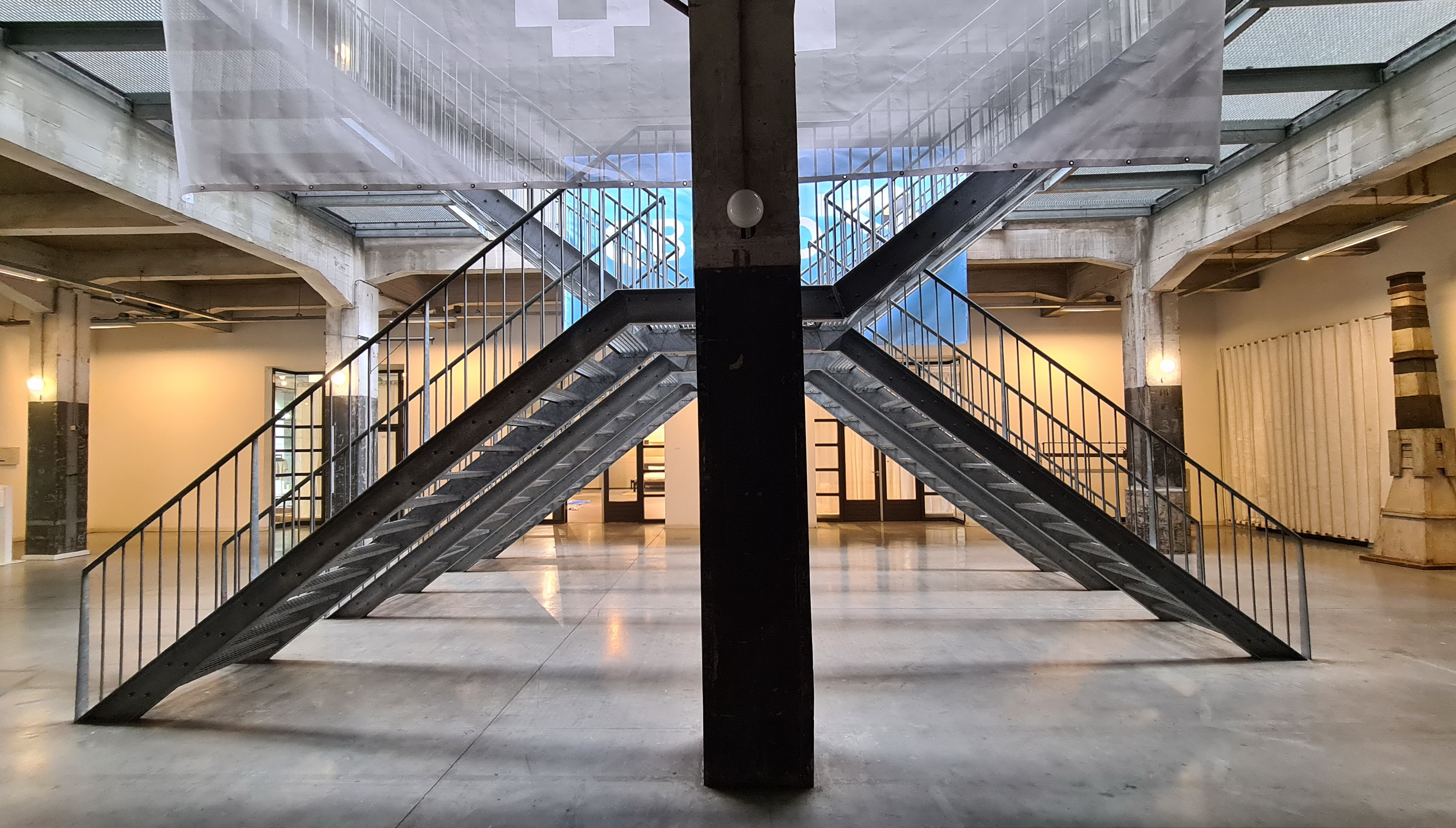
Trappartij entreehal Bagagehal
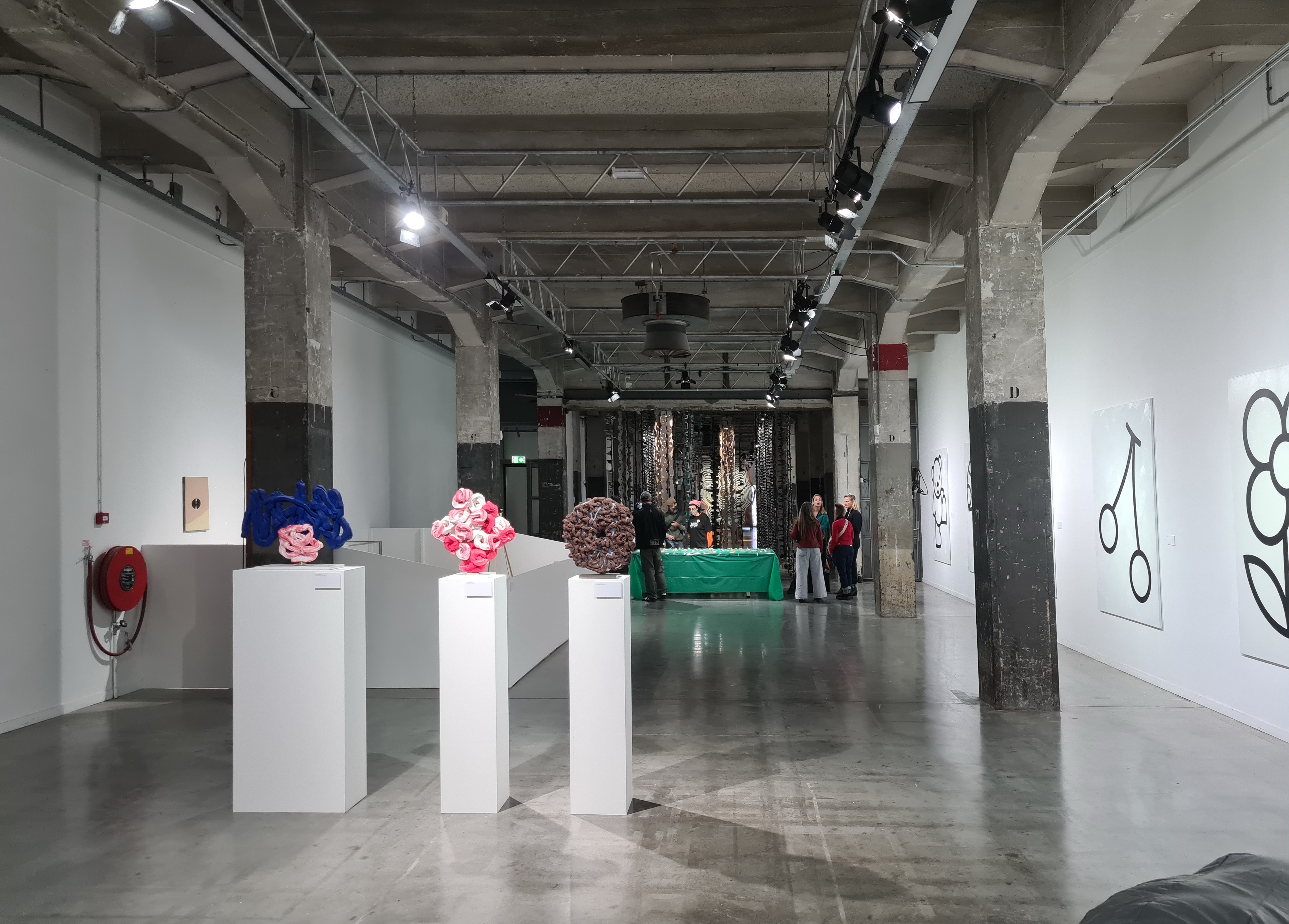
Expositie in de Bagagehal
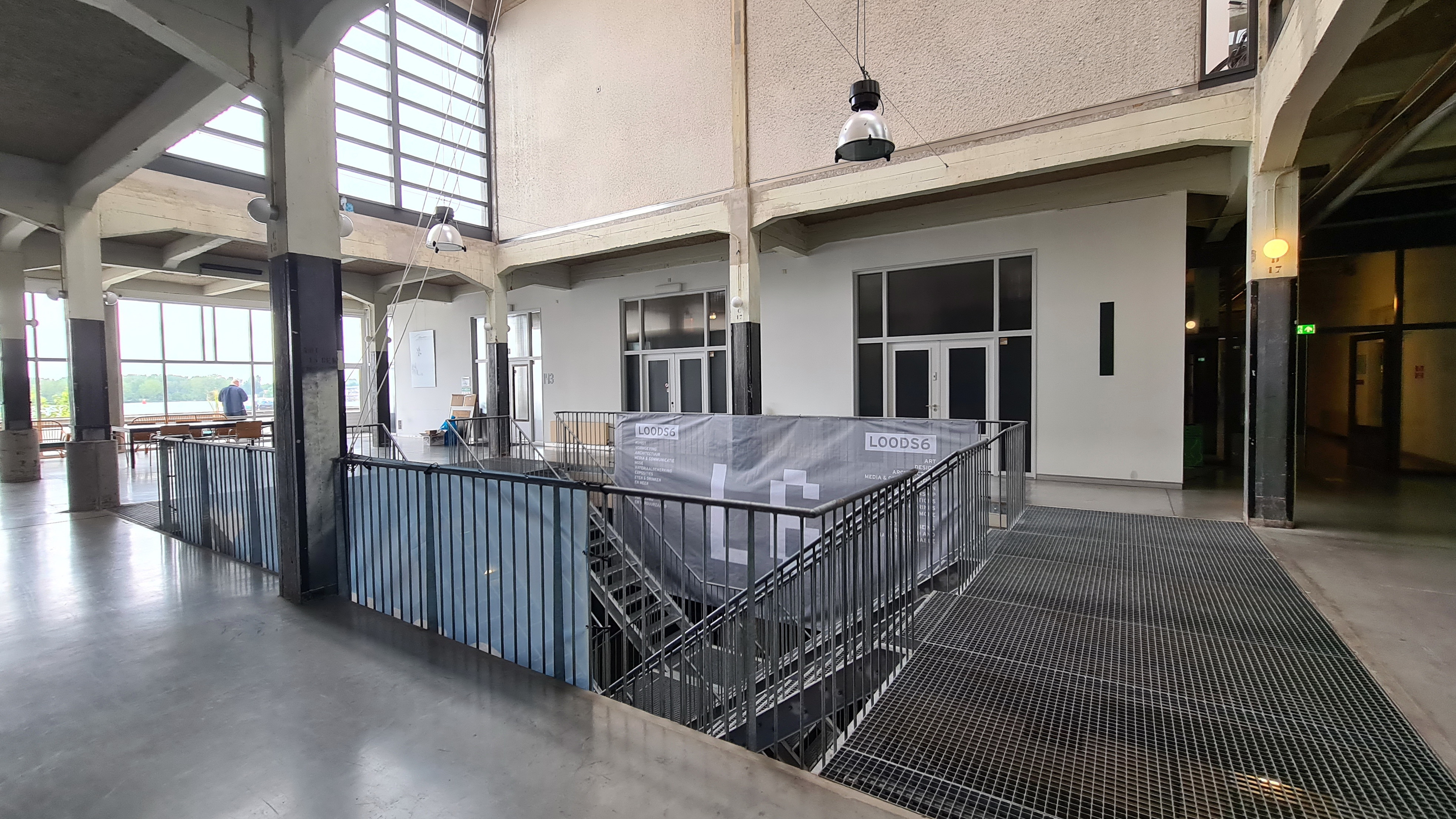
Hal en vide 1e verdieping
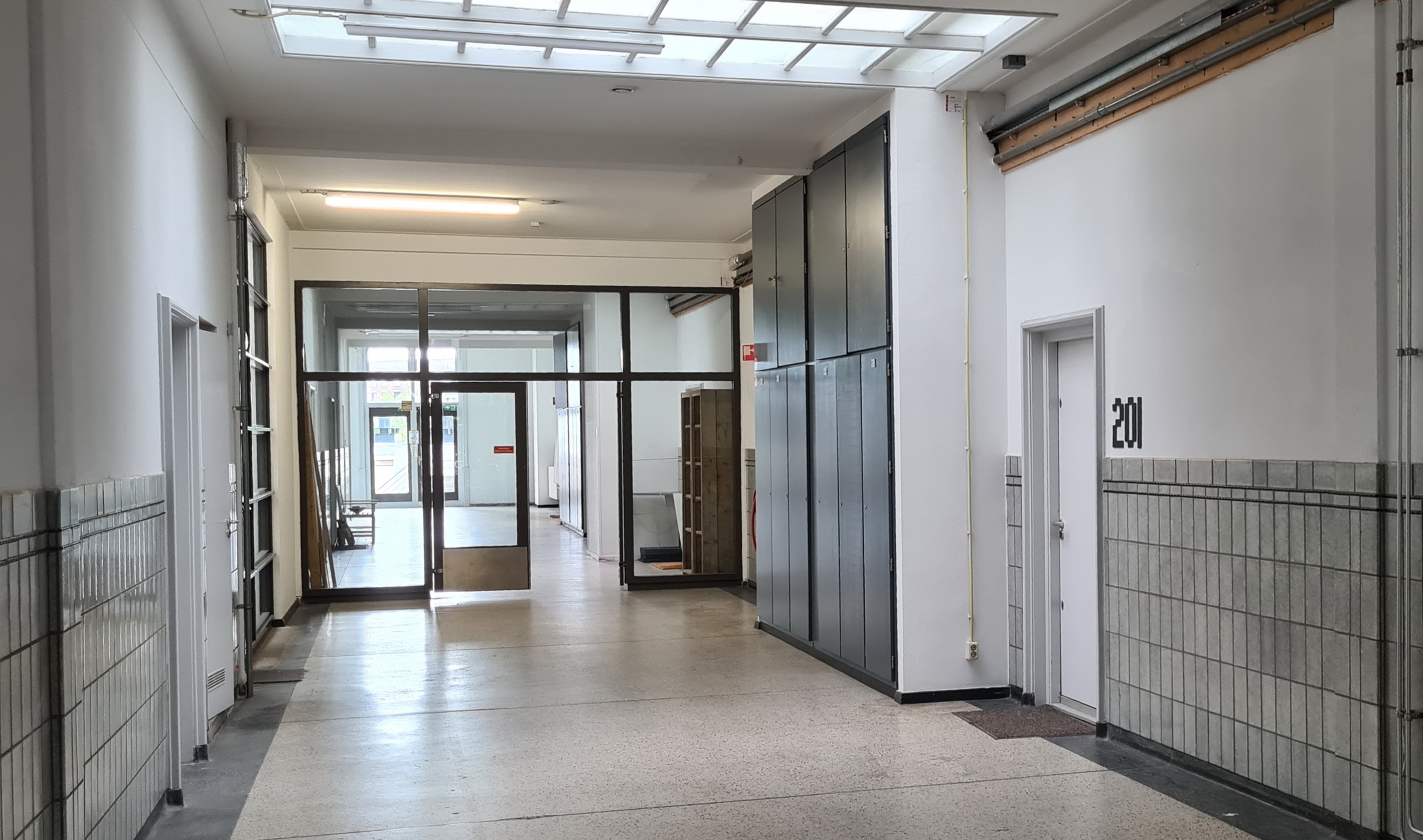
Gang 2e verdieping

#### Kompaszaal
De eersteklas vertrek- en aankomsthal is door architect Van Tienhoven ingericht in een typische jarenvijftigstijl, met veel verwijzingen naar de scheepvaart. Met de Kompaszaal een ruimte schiep Van Tienhoven een ruimte die sprekend lijkt op de lounge van het eveneens door hem in dezelfde periode ontworpen luxe passagiersschip Oranje Nassau (1957). die sprekend lijkt op de lounge van het eveneens door hem ontworpen passagiersschip Oranje Nassau (1957). De linoleumvloer in deze zaal is ingelegd met kompasfiguren. De zuilen zijn versierd met mozaïek- of tegelwerk. Typerend voor die tijd zijn ook de smeedijzeren trapbalustrades en de hanglampen.

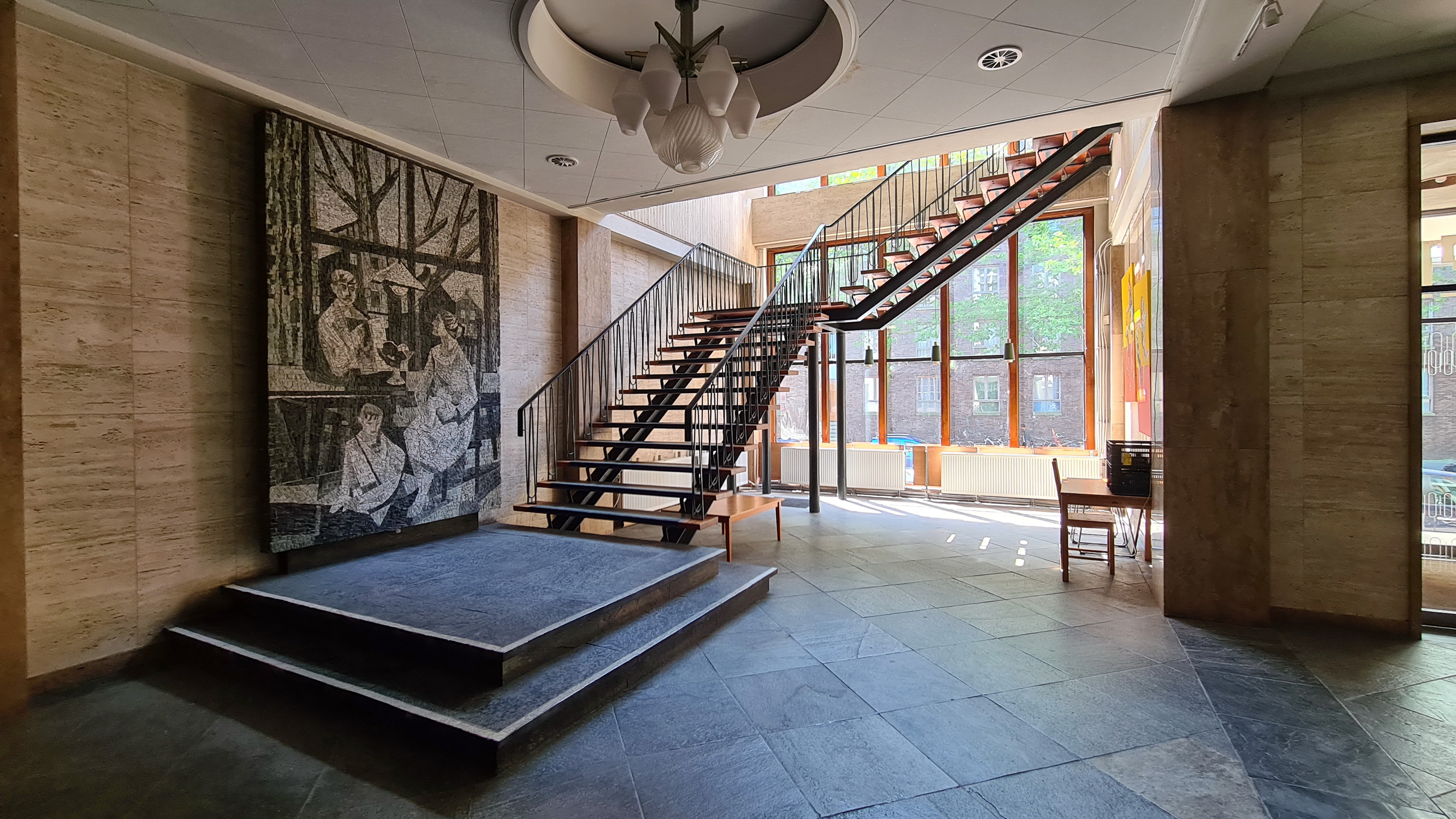
Benedenzaal en trappenhuis
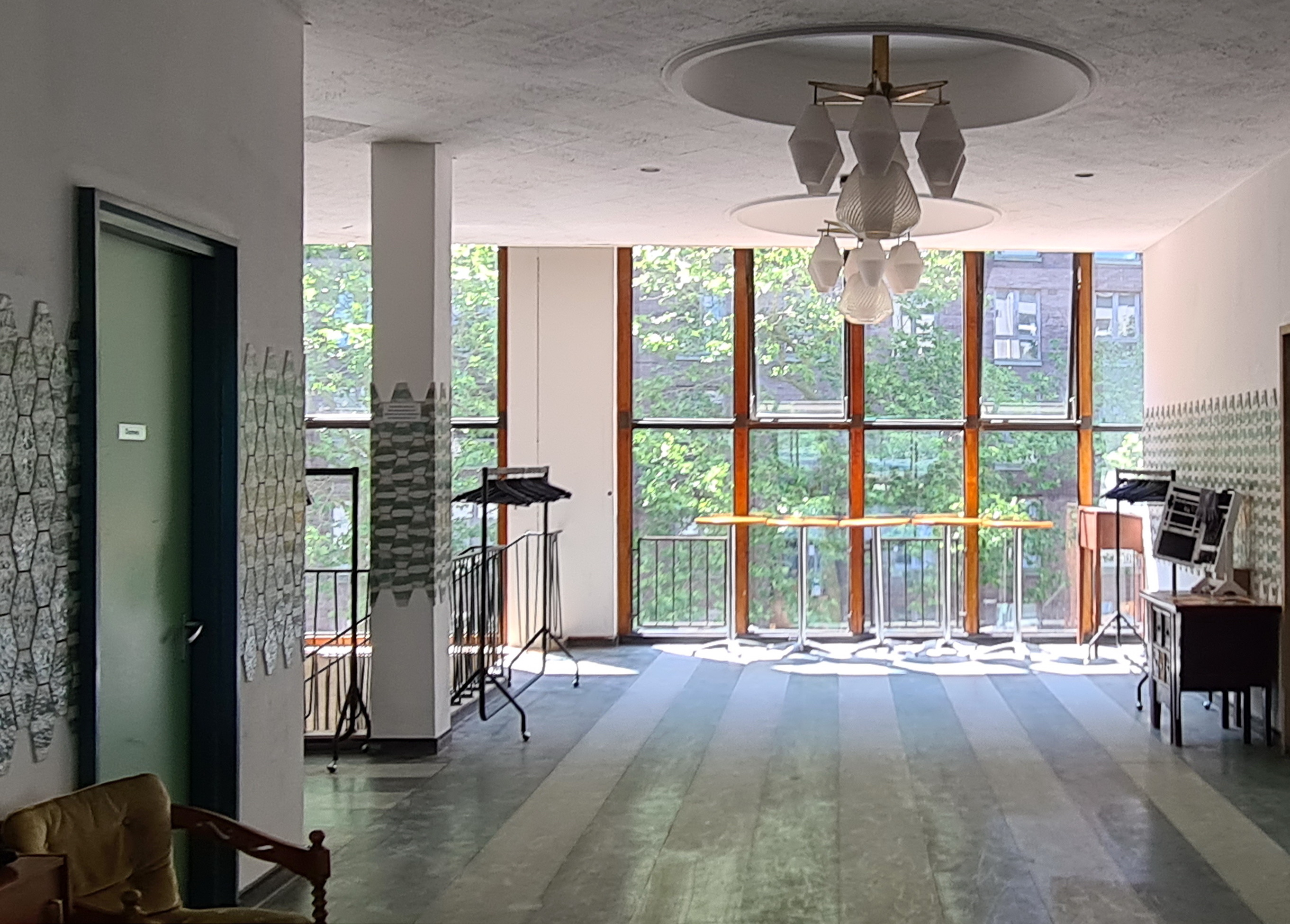
Trappenhuis en hal bovenverdieping
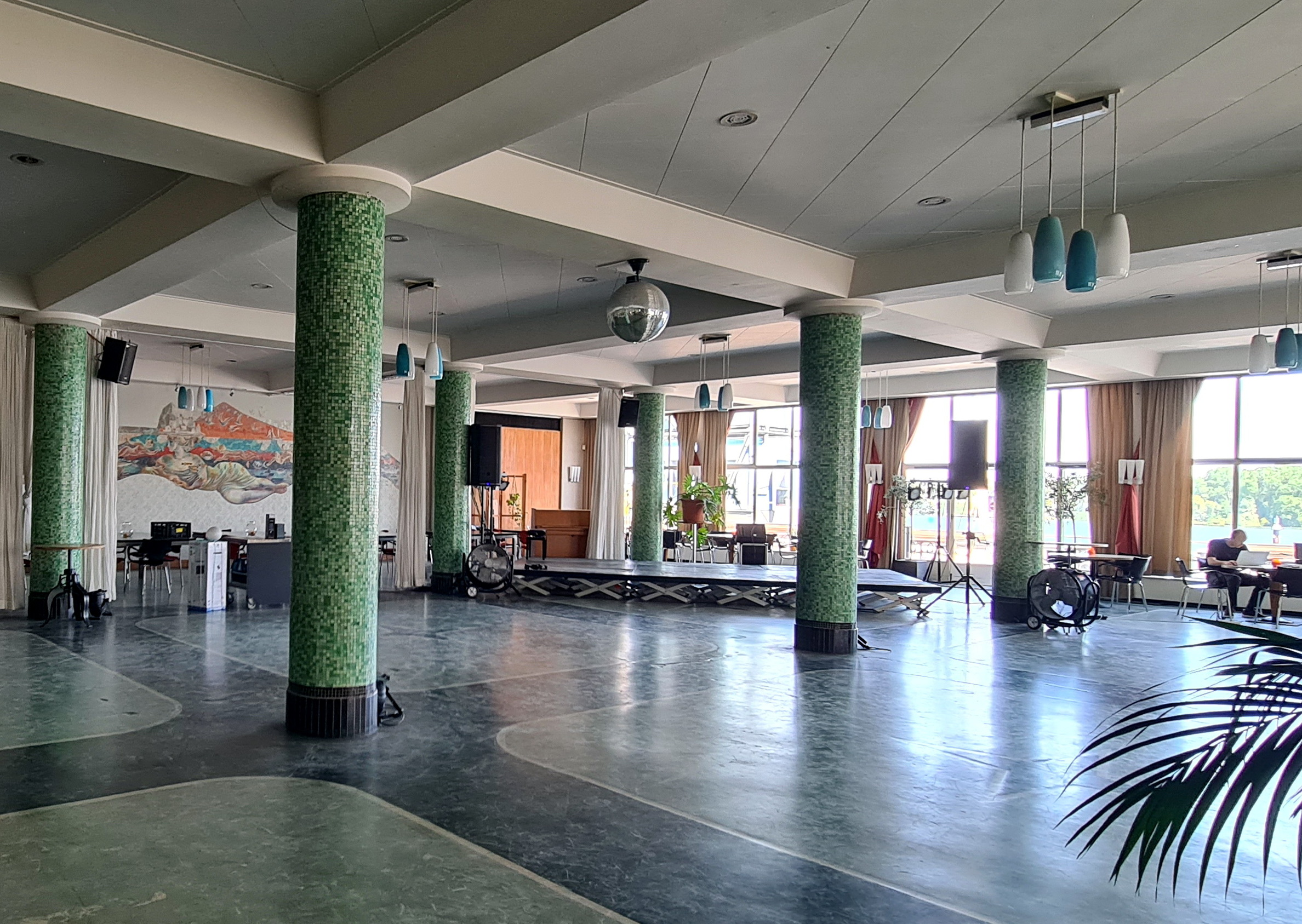
Overzicht Kompaszaal met o.a. mozaïekwerk op zuilen
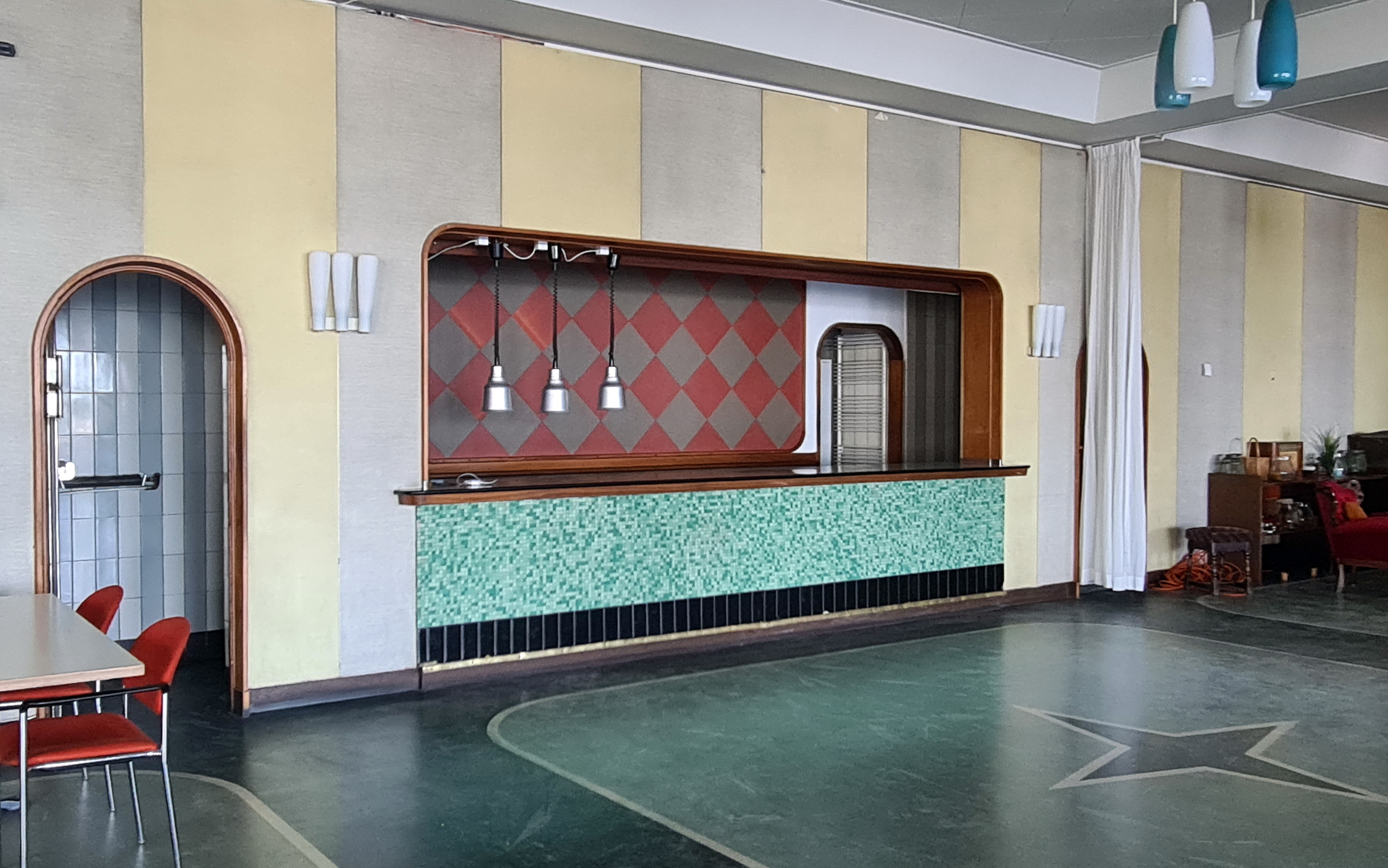
Idem, met bar/buffet en ingelegd linoleum

#### Kunst, herinneringstekens
Het gebouw bevat diverse kunstwerken. Zo is er in de Kompaszaal een muurschildering van Cuno van den Steene, waarop een vrouw en zes kinderen zijn afgebeeld, die in het water spelen. Mogelijk is het een allegorische voorstelling van de destijds zes eilanden van de Nederlandse Antillen in de Caraïbische Zee, een populaire bestemming van de KNSM. De tegenoverliggende muur bevat een gegraveerd raam van Lex Horn met gestileerde beelden van de scheepvaart. In de benedenzaal bevinden zich bij de trappen twee mozaïeken in grijstinten van Dick ten Hoedt uit 1960. Het mozaïek bij de linker trap toont een gezin van vader, moeder en twee kinderen, die plannen maken om te emigreren. Het andere mozaïek toont een jonge vrouw en een man die op de kade afscheid nemen.
In het portaal van de benedenzaal bevinden zich twee oorlogsherinneringsmonumenten in de vorm van plaquettes. Het ene toont een reliëf van een liggende mannelijke figuur omgeven door water, met daaronder een tekst. Ernaast en eronder bevinden zich vijf natuurstenen platen met een alfabetische lijst van 247 namen van omgekomen zeelieden. Het monument dateert uit 1947 en is gemaakt door Pieter Starreveld, oorspronkelijk voor het Scheepvaarthuis aan de Prins Hendrikkade, waar de KNSM haar hoofdkantoor had. Sinds 2005 hangt het op deze locatie, samen met een tweede herinneringsteken uit 1995, aangeboden door De Kroonvaarders, de vereniging van oud-personeelsleden van de KNSM. Dit betreft een ingelijst gedicht van Arne Zuidhoek met een tekst die herinnert aan de 247 omgekomen personen en 48 door oorlogsgeweld verloren gegane schepen.

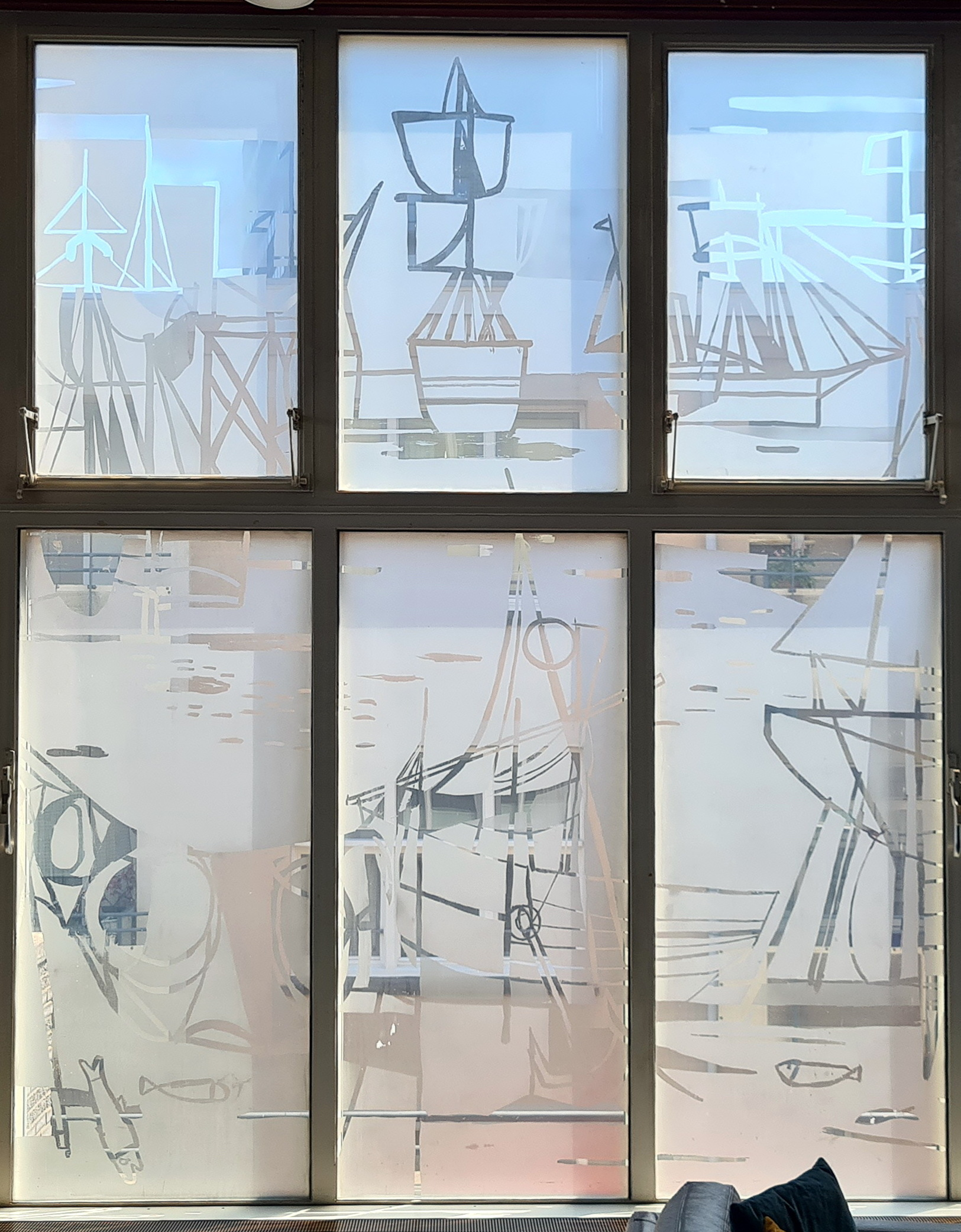
Gegraveerd raam
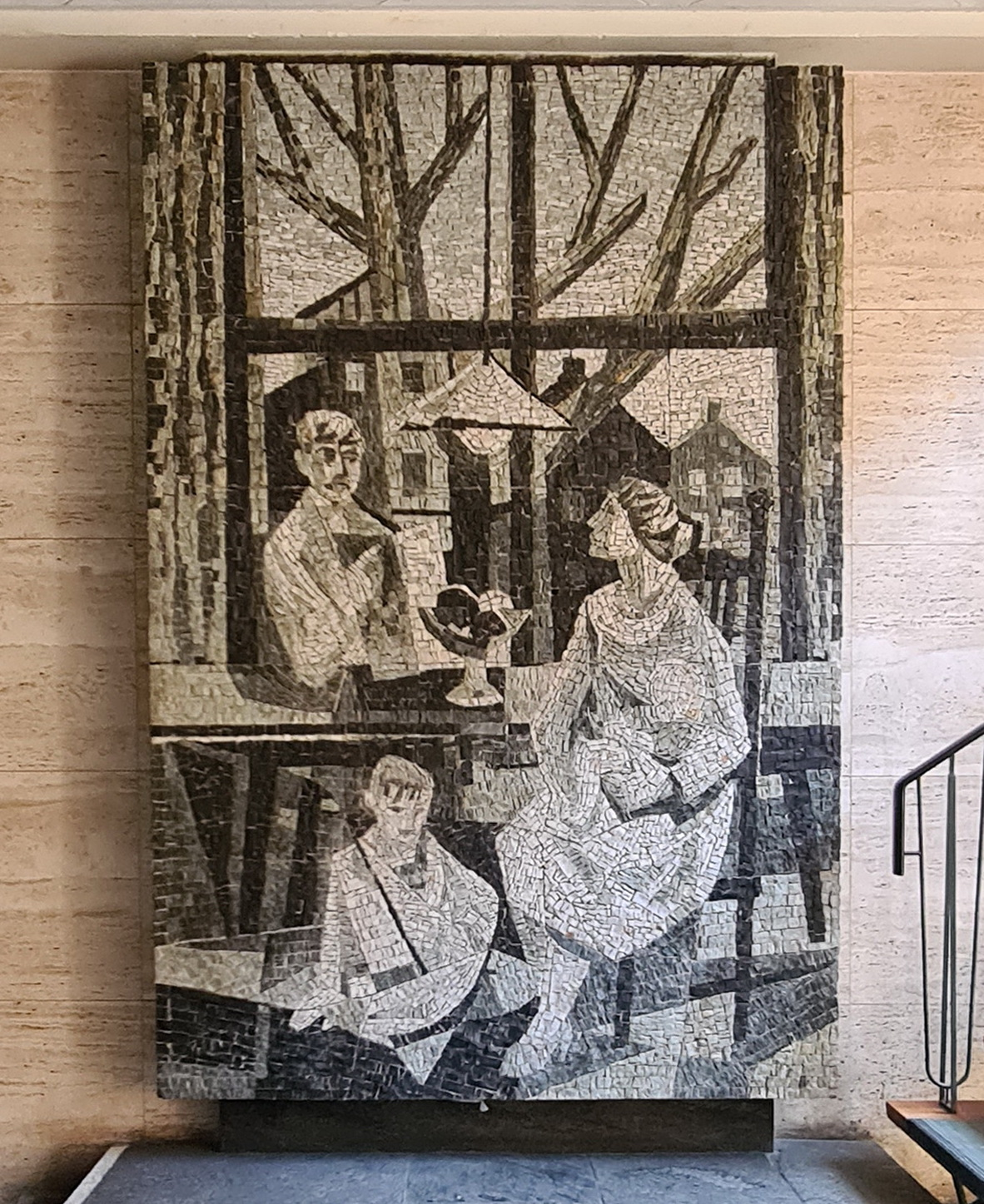
Mozaïek 'emigratieplannen'
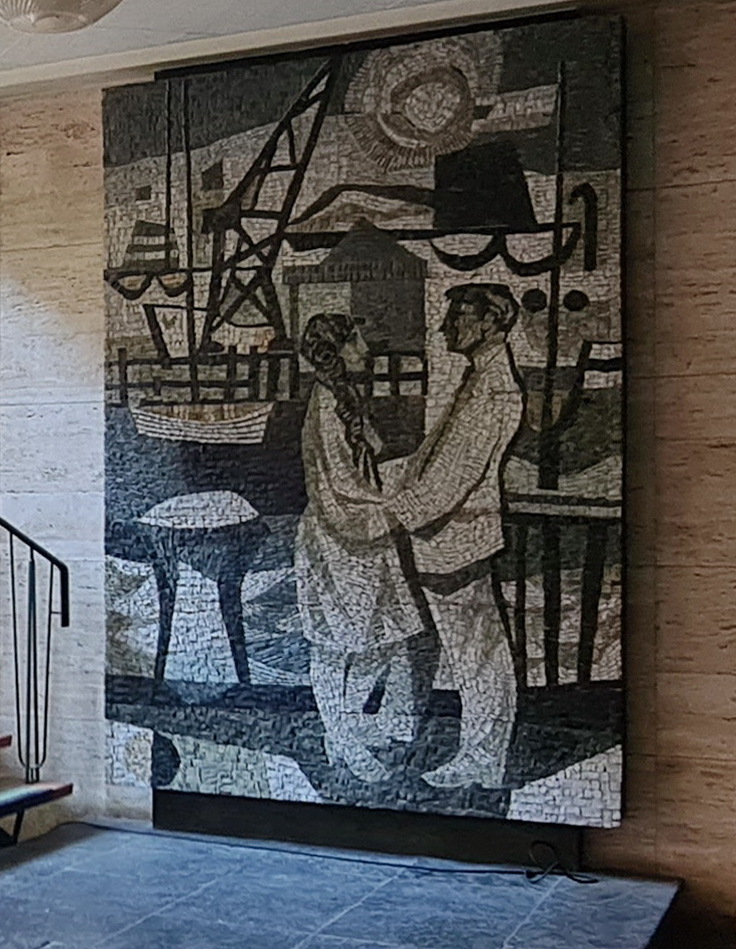
Mozaïek 'afscheid'
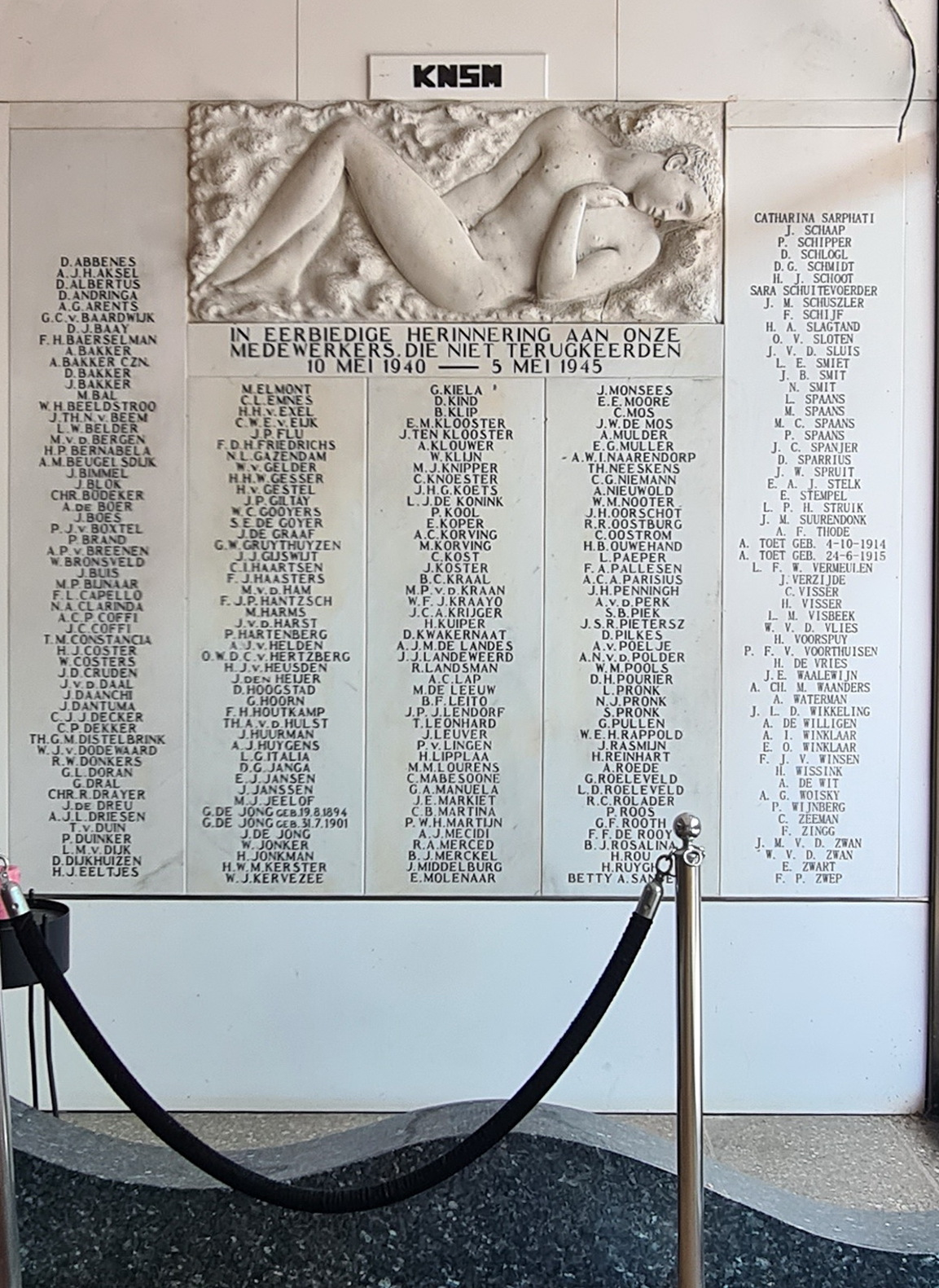
Oorlogsherinneringsplaquette